# ألوان من الحب (مسلسل)
ألوان من الحب مسلسل كويتي عرض في عام 1974 من بطولة سعاد عبد الله وحياة الفهد.